# سانی سالجیک
سانی سالجیک (انگلیسی: Sunny Suljic؛ زادهٔ ۱۰ اوت ۲۰۰۵) بازیگر آمریکایی است. او از سال ۲۰۱۳ میلادی تاکنون مشغول فعالیت بوده‌است. او برای بازی در درام کشتن گوزن مقدس (۲۰۱۶) و به تصویر کشیدن فرزند کریتوس در بازی ویدئویی خدای جنگ (۲۰۱۸) شناخته شده‌است.

## فیلم‌شناسی

### فیلم
| سال  | عنوان                                            | نقش                | توضیحات |
| ---- | ------------------------------------------------ | ------------------ | ------- |
| ۲۰۱۳ | خراب                                             | جودی دانلپ         |         |
| ۲۰۱۵ | ۱۹۱۵                                             | گیبریل             |         |
| ۲۰۱۵ | ناگفته‌ها                                         | آدریان             |         |
| ۲۰۱۷ | کشتن گوزن مقدس                                   | باب مورفی          |         |
| ۲۰۱۸ | نگران نباشید، او با پای پیاده زیاد دور نخواهد شد | اسکیت بورد شماره ۲ |         |
| ۲۰۱۸ | Mid90s                                           | استیوی             |         |
| ۲۰۱۸ | خانه‌ای با ساعتی درون دیوارهایش                   | تربی کوریگان       |         |
| ۲۰۲۰ | ماجراهای کریسمس ۲                                | داگ پیرس           |         |
| ۲۰۲۱ | هالیوود شمالی                                    | کلارک              |         |

### بازی‌های ویدئویی
| سال  | عنوان             | نقش    | توضیحات            |
| ---- | ----------------- | ------ | ------------------ |
| ۲۰۱۸ | خدای جنگ          | آترئوس | صداپیشه و ضبط حرکت |
| ۲۰۱۸ | خدای جنگ          | آترئوس | صداپیشه و ضبط حرکت |
| ۲۰۲۲ | خدای جنگ: رگناروک | آترئوس | صداپیشه و ضبط حرکت |

زندگی شخصی
سالجیک متولد ایالت جورجیا، ایالات متحده آمریکا می‌باشد. از علاقه‌مندی‌های وی می‌توان به اسکیت بوردینگ اشاره کرد. وی به خوانندگی و ترانه نویسی نیز اشتغال دارد و تا حدودی به اسپانیایی مسلط است. وی در حال حاضر با جاسمین ماکنا مدل آمریکایی در رابطه می‌باشد.